# Astrantia
Astrantia là chi thực vật có hoa trong họ Apiaceae.

## Hình ảnh

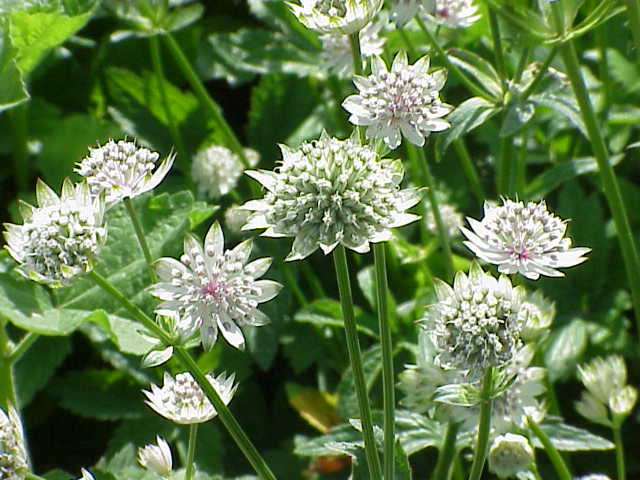
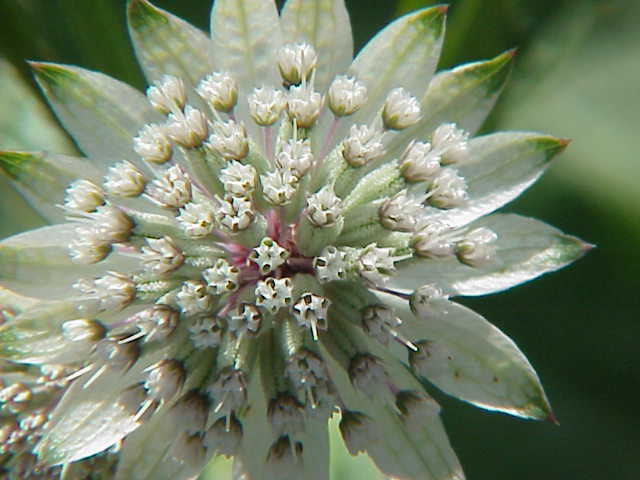
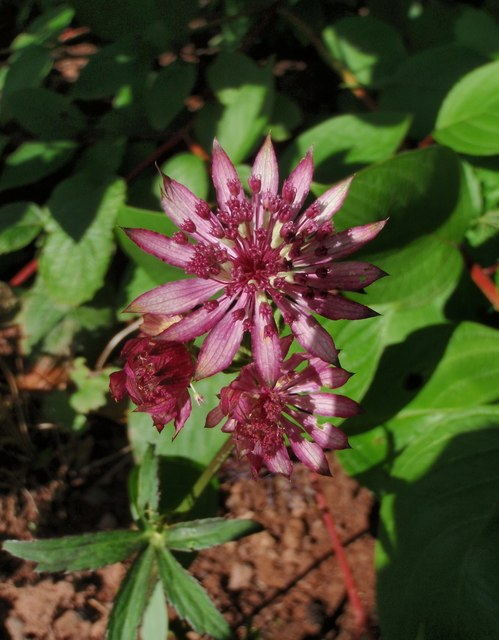
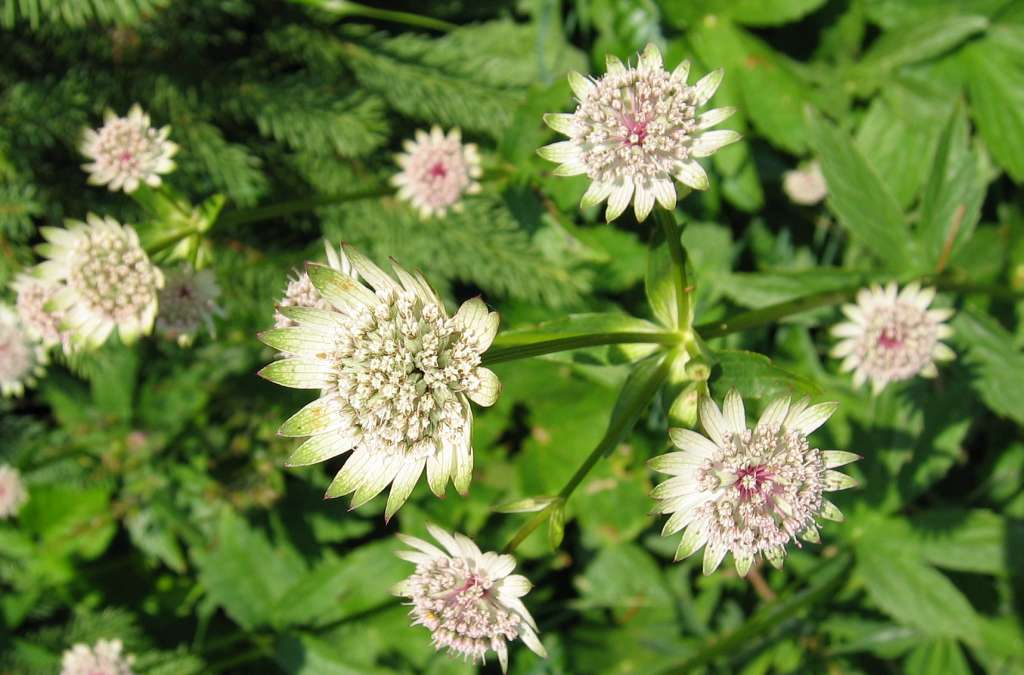